# Санджинето
Санджинето (італ. Sangineto, сиц. Sanginitu) — муніципалітет в Італії, у регіоні Калабрія,  провінція Козенца.
Санджинето розташоване на відстані близько 390 км на південний схід від Рима, 100 км на північний захід від Катандзаро, 45 км на північний захід від Козенци.
Населення — 1345 осіб (2014).
Щорічний фестиваль відбувається 5 серпня. Покровитель — S.Maria della Neve.

## Демографія
Населення за роками:

Станом на 1 січня 2023 року в муніципалітеті офіційно проживали 33 іноземці з 13 країн, серед них 21 громадянин країн Євросоюзу та 1 громадянин України.

## Сусідні муніципалітети
- Бельведере-Мариттімо
- Боніфаті
- Сант'Агата-ді-Езаро